# 怀特岛郡
懷特島（郡）（英語：Isle of Wight，又譯威特島），大不列顛島南岸島嶼，南臨英倫海峽，北臨索倫特海峽，英國英格蘭的名譽郡、非都市郡、單一管理區，郡治是紐波特，人口为141538人（2022年），面積380平方公里。是英格兰面积最大、人口第二多的岛屿。当地居民称其为“The Island”，怀特岛自维多利亚时代以来就是备受欢迎的度假胜地。这里以温和的气候、迷人的海岸风光以及绿意盎然的田野、丘陵和低地而闻名。历史上，该岛是汉普郡的一部分。该岛被联合国教科文组织指定为生物圈保护区。
诗人阿尔杰侬·查尔斯·斯温伯恩（Algernon Charles Swinburne）和阿尔弗雷德·丁尼生勋爵（Alfred, Lord Tennyson）曾在该岛居住。维多利亚女王在岛上的东考斯建造了她的夏宫和最后的住所奥斯本宫。该岛拥有造船、制帆、水上飞机制造、气垫船和英国航天火箭等海洋和工业传统。岛上每年都举办音乐节，包括 1970 年举办的怀特岛音乐节，这是有史以来规模最大的摇滚音乐盛会。岛上拥有保存完好的野生动物，以及欧洲最丰富的悬崖和恐龙化石采石场。
怀特岛在防御南安普顿港和朴茨茅斯港的防务中发挥了重要作用，在整个历史进程中一直处于冲突的前线，曾与西班牙的无敌舰队对峙，并在不列颠空战中屹立不倒。在历史上大部分时间，该岛都是农村，维多利亚时代成为时尚度假胜地以及度假消费的不断增长，导致19世纪末和20世纪初城市的重大发展。
1890年，该岛成为一个独立于汉普郡的行政郡。在 1974 年之前，该岛一直与汉普郡郡长共管，直到 1974 年，该岛才成为一个独立的名誉郡。至此该岛与汉普郡不再有行政联系。不过，两个郡共享警察部队和消防救援服务，岛上的圣公会教堂属于朴茨茅斯教区（原为温彻斯特教区）。曾考虑将朴茨茅斯和南安普顿合并为一个地方当局，作为地区权力下放方案的一部分，但随后于 2018 年被英国政府否决。
莱德至南海城（Southsea）的气垫船（Hovertravel）是连接大陆最快捷的公共交通工具。三艘汽车轮渡和两艘双体船通过岛上最大的轮渡运营商 Wightlink 和岛上第二大轮渡公司 Red Funnel 穿越索伦特海峡前往南安普顿、利明頓和朴茨茅斯。旅游业是该岛最大的产业。

## 名称
关于怀特岛名称的最古老记录来自罗马帝国。它在拉丁语中被称为 Vectis 或 Vecta，在希腊语中被称为 Iktis 或 Ouiktis。拉丁文的 Vecta、古英语的 Wiht 以及古威尔士语的 Gueid 和 Guith 均记载于盎格鲁·撒克逊时期。《末日审判书》称该岛为 Wit。现代威尔士语名称为 Ynys Wyth（ynys 意为岛）。这些都是同一名称的变体，可能与威尔士语 gwaith 的“工作” 同源，是拉丁语 vectis（"杠杆"，或字面意思为 "提升的行为"）和古英语 wiht（"重量"）的同源词。它的意思可能是 "分割的地方"，因为该岛将索伦特海峡的两臂分割开来。
在古英语中，该岛的居民被称为 Wihtware。

## 历史

### 条目：怀特岛历史石器时代
在更新世冰川时期，海平面比现在低，今天形成索伦特海峡的地区是现已消失的索伦特河河谷的一部分。索伦特河从多塞特郡向东流淌，沿现代索伦特海峡的河道而下。该河流经怀特岛以东，然后向西南流向主要的海峡河系。在这些时期，与索伦特河和岛上现代河流的前身有关的大量砾石台地沉积下来。在较温暖的间冰期，由于海平面升高，淤泥、海滩砾石、粘土以及源自海洋和河口的泥浆沉积下来，这表明当时的海洋或河口条件与今天相似。

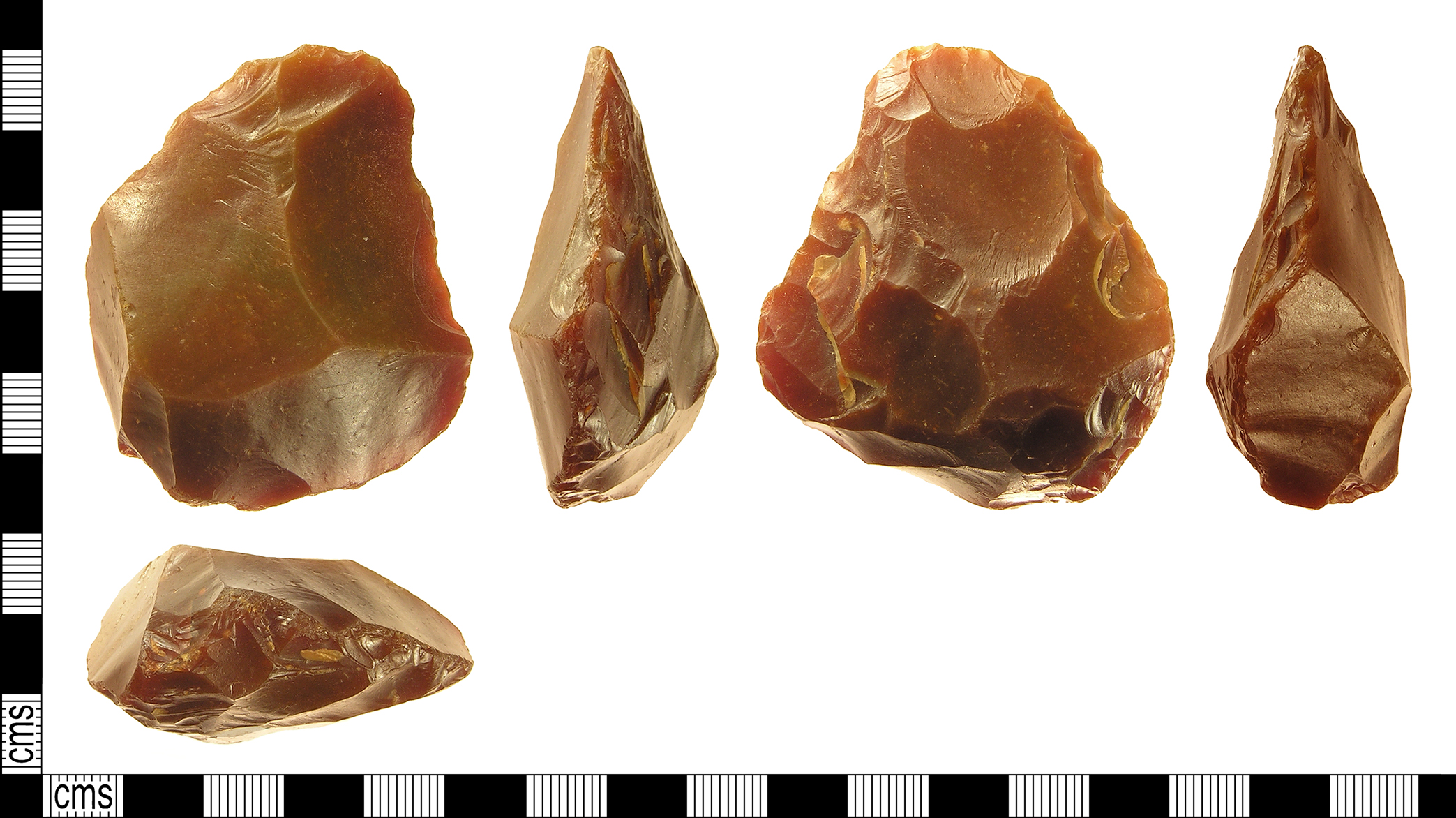
2010 年在岛上发现的旧石器时代（约公元前 50 万年）的打火石手斧[15] 。

在现在的怀特岛普里奥利湾附近发现了下旧石器时代古人类居住的最早明确证据。从海滩和悬崖斜坡上发现了 300 多件阿舍利手斧，这些手斧出自更新世砾石序列，年代大约在海洋同位素阶段 11-9（距今 42.4-37.4 万年前）。不过，在该遗址发现的经过重新加工和磨蚀的文物可能要早得多，接近 50 万年前。制作这些工具的类人猿的身份尚不清楚。然而，欧洲同年龄组的遗址和化石通常被认为是海德堡智人或尼安德特人的早期种群。
在纽波特附近梅迪纳山谷大潘农场发现了一批中旧石器时代莫斯特文化的毛石燧石，包括 50 件手斧和残片。该遗址的砾石序列被测定为末次冰川期 MIS 3 间期（约 5 万年前）的砾石。这些工具与尼安德特人的晚期居住地有关，而此时整个英国都有尼安德特人晚期存在的证据。
怀特岛没有上旧石器时代人类活动的重要证据。这一时期与欧洲现代人类（智人）狩猎采集者种群的扩张和建立有关，大约始于 4.5 万年前。不过，在附近的大陆遗址，特别是多塞特郡的亨吉斯伯里头，发现了上古晚期活动的证据，其年代可追溯到全新世开始前和上一个冰川期结束前（约 11 700 年前）。

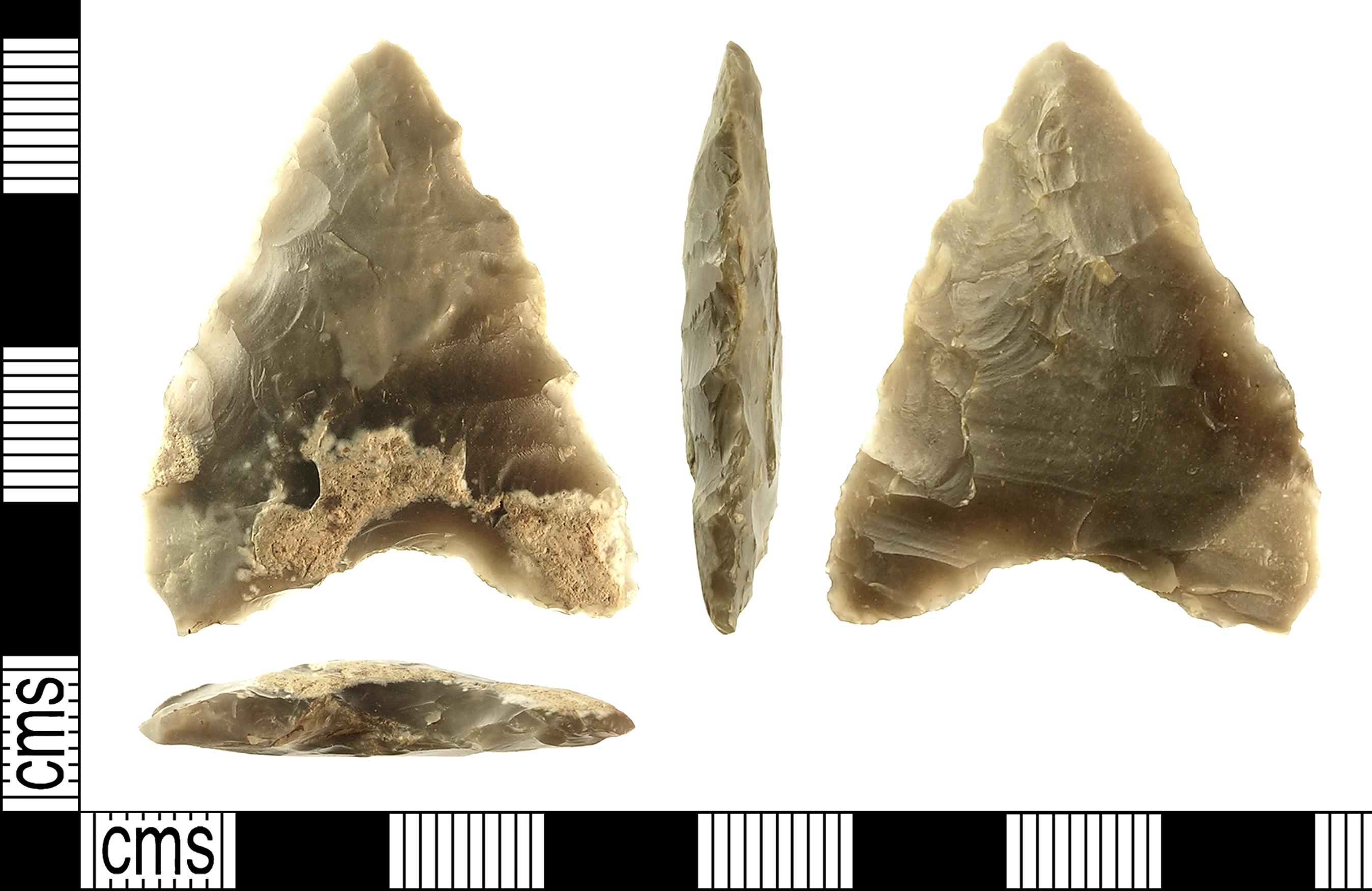
2011 年在岛上发现的约公元前 2500 - 约公元前 2100 年的新石器时代箭镞

岛上中石器时代狩猎采集者居住的证据一般都是沿着河谷发现的，特别是沿着索伦特岛的海岸线和雅尔河西部的前集水区。其他重要的陆地遗址位于纽敦溪、韦拉尔和伍顿-夸尔。
在索伦特岛海岸线博尔德诺尔悬崖（Bouldnor Cliff）海平面下 11 米（36 英尺）处的水下悬崖上，发现了一处具有国际意义的中石器时代考古遗址。博尔德诺悬崖遗址展示了中石器时代狩猎采集者季节性居住的证据，可追溯到约公元前 6050 年。发现的物品包括火石工具、烧过的火石、加工过的木材、木制平台和坑。加工过的木材显示出从橡木树干上劈开大木板的痕迹，据解释，这些木板是用来制作独木舟的。对该遗址沉积物进行的 DNA 分析发现了小麦 DNA，这是英国人在博尔德诺悬崖生活 2000 年后才发现的。有人认为，这是中石器时代欧洲广泛贸易的证据；然而，小麦与中石器时代的人类活动是否同时代却存在争议。 由于中石器时代海平面较低，该狩猎采集遗址位于河岸，周围是湿地和林地。随着整个全新世早期海平面的上升，索伦特洪水泛滥，淹没了该遗址。
约 6000 年前，农耕人口从欧洲西北部迁移到英国，带来了新石器时代的到来，在很大程度上取代并同化了之前的中石器时代狩猎采集人口。在怀特岛上，新石器时代的人们生活在燧石工具、陶器和纪念碑中。 怀特岛的新石器时代社区以农业为生，种植牲畜和农作物。怀特岛最著名的新石器时代遗址是莫蒂斯通的长石，它是新石器时代早期的长荒冢遗迹。最初，入口处有两块立石，如今只剩下一块直立着。 该遗址很可能是附近农业社区的公共坟墓和祭祀场所。在弗雷什沃特附近的坦尼森山（Tennyson Down）上也发现了一处新石器时代的停尸围墙。

### 青铜时代和铁器时代
约 4400 年至约 4200 年前，英国经历了新一轮来自欧洲大陆的移民潮，这与钟形杯文化有关。钟形杯文化移民通常被认为是在青铜时代开始时将金属加工技术引入英国的。怀特岛青铜时代早期的居住证据包括独特的钟形烧杯壶、火石工具、居住遗址以及发现的青铜武器和工具，这些证据或单独出现，或囤积在囤积区，如著名的阿雷顿囤积区。怀特岛上青铜时代早期活动的明显证据是遍布岛上白垩低地的坟冢遗迹。这些荒冢很可能是地位较高的埋葬地，经常出现在 "墓地 "中，布鲁克附近的五座荒冢就是一个明显的例子。

### 20 世纪及以后
懷特島曾是漢普郡的一部分，1901年1月22日，维多利亚女王在该岛驾崩。《1972年地方政府法案》原打算把懷特島重新納入漢普郡，成為非都市區（non-metropolitan district），但因為懷特島強烈反對，建議被撤回；法案在 1974年4月1日生效，懷特島成為非都市郡，下轄2個非都市區（兼具自治城鎮地位）：南懷特（South Wight）、梅迪納（Medina，在懷特島北部）。1992年成立的英格蘭地方政府委員會（Local Government Commission for England）建議懷特島成為單一管理區，在1995年4月1日生效至今。

怀特岛郡 - Isle of Wight
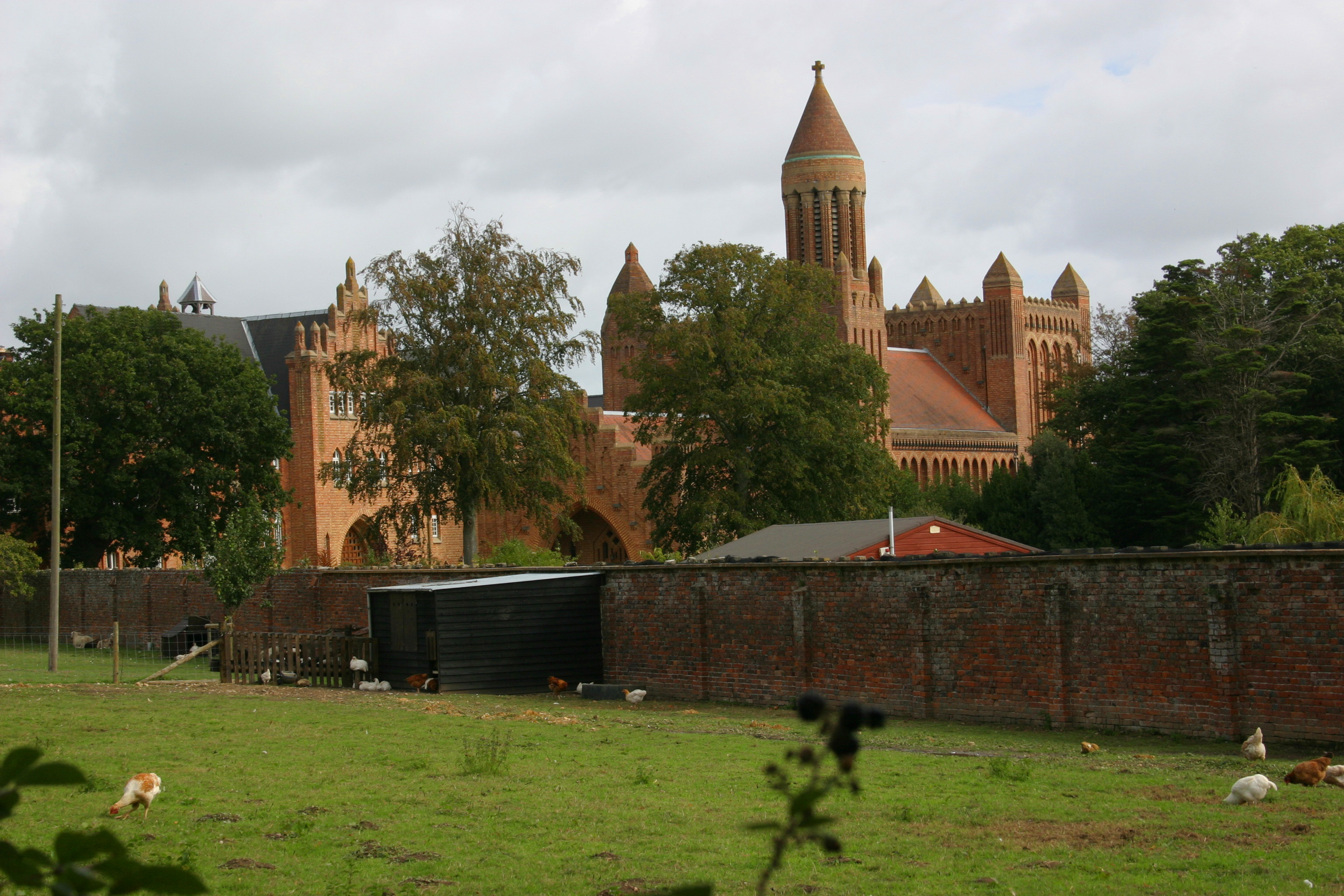
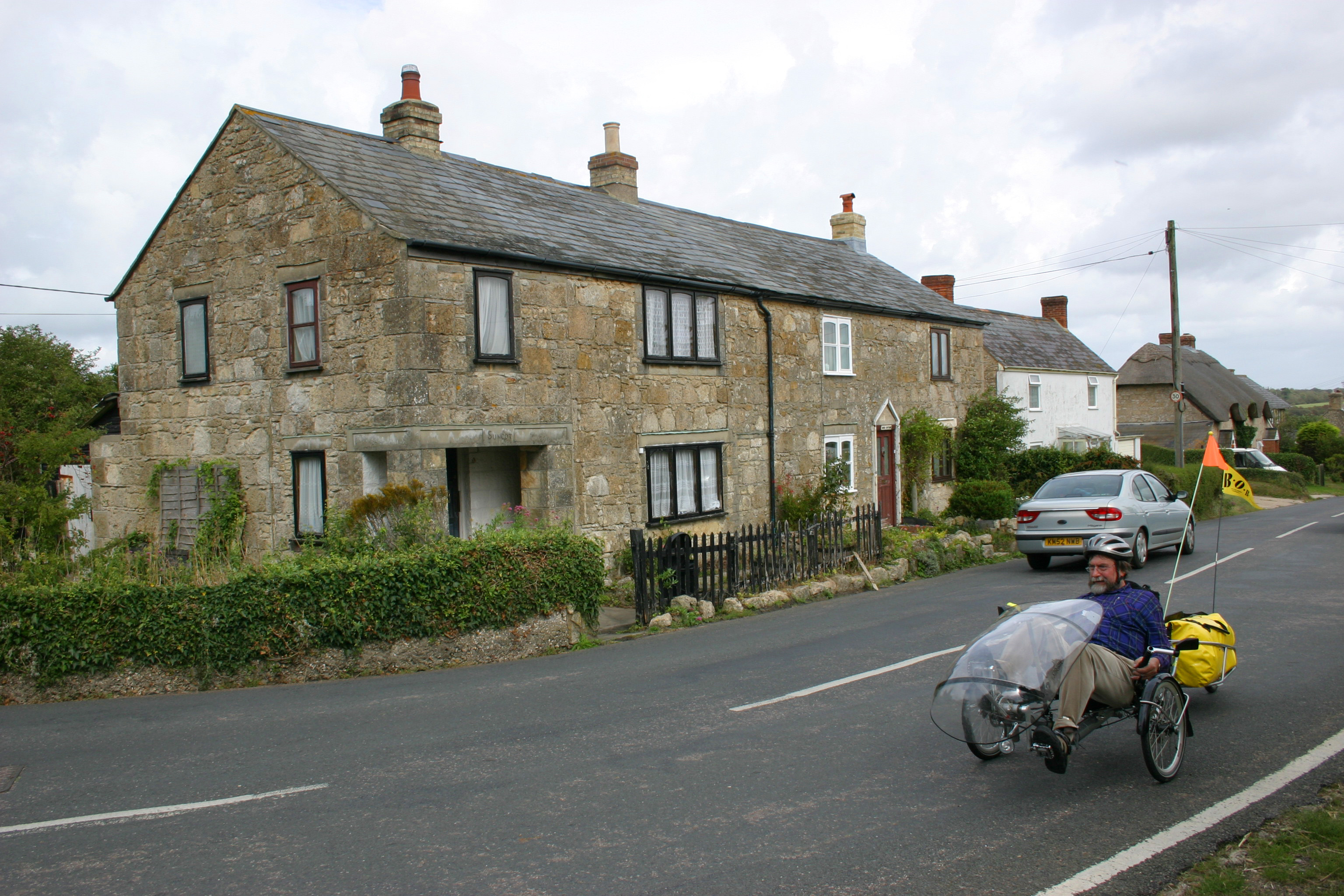
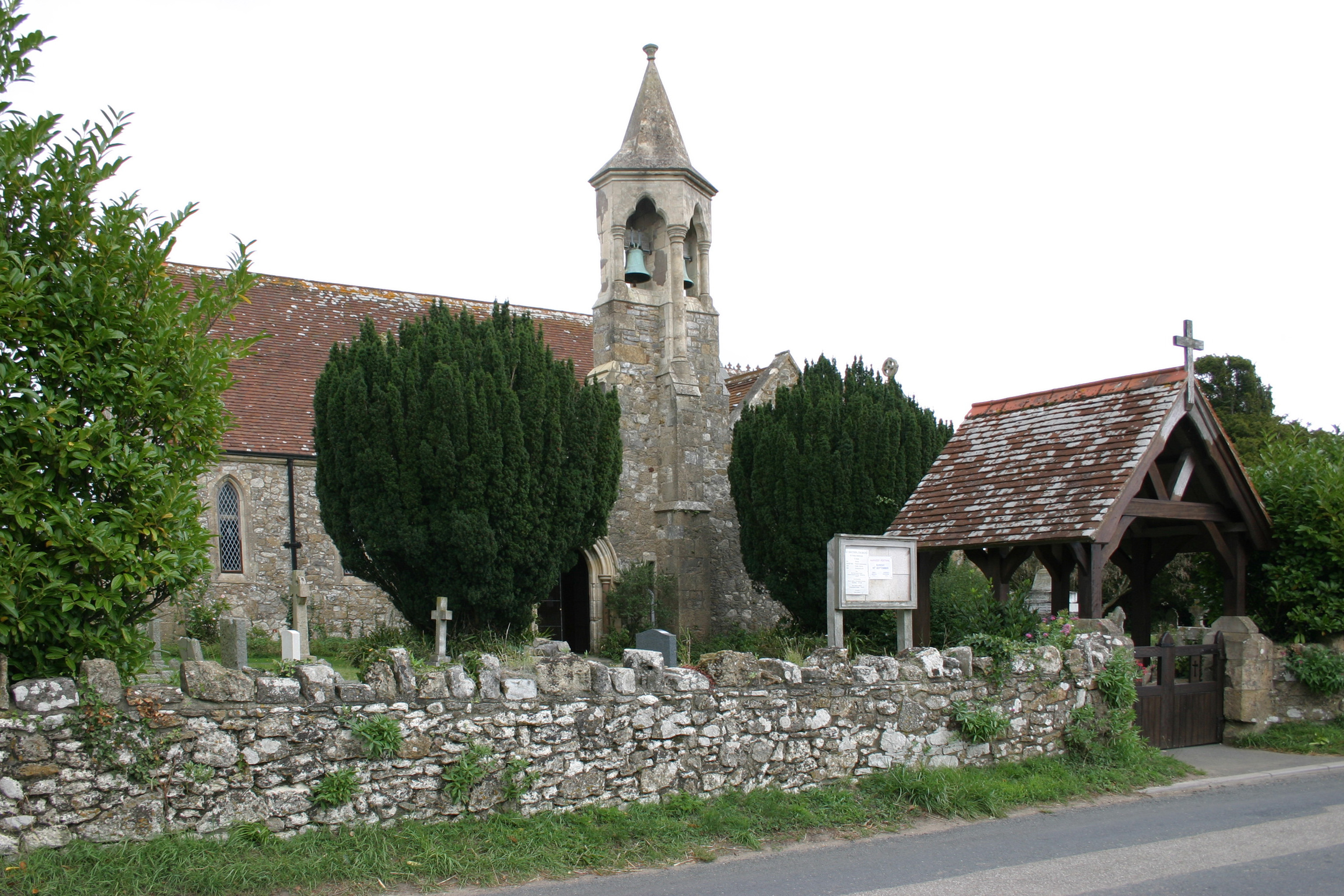
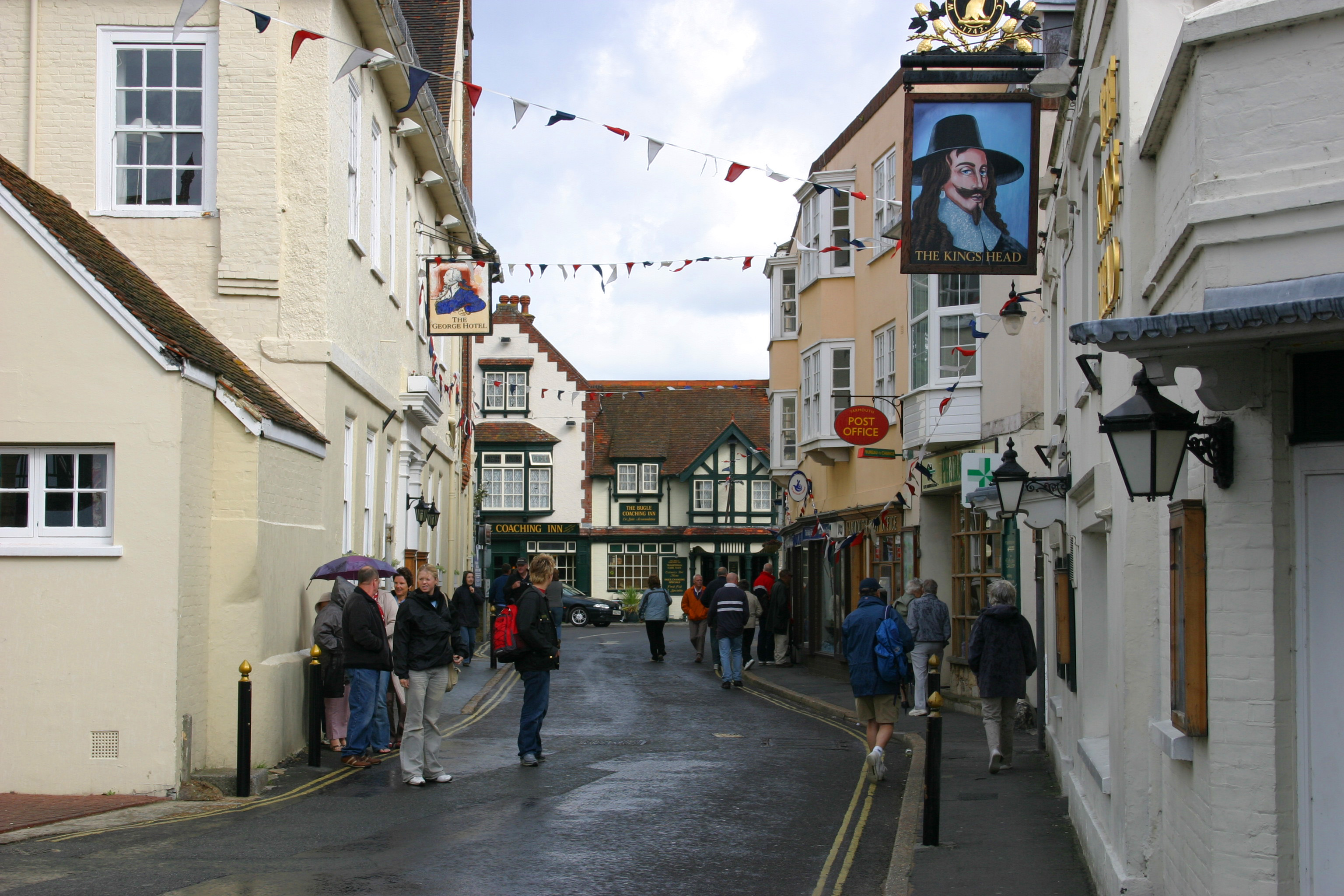
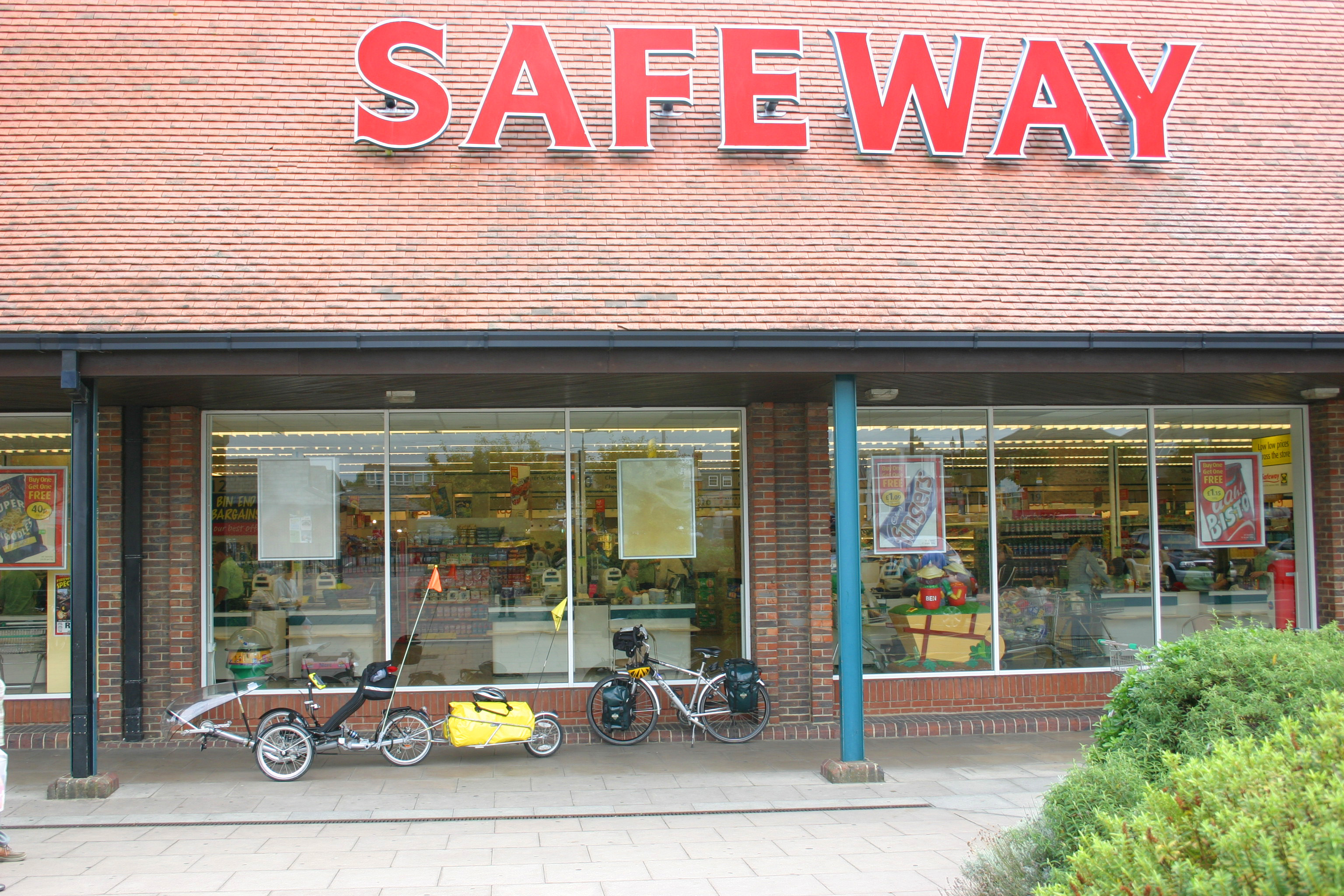
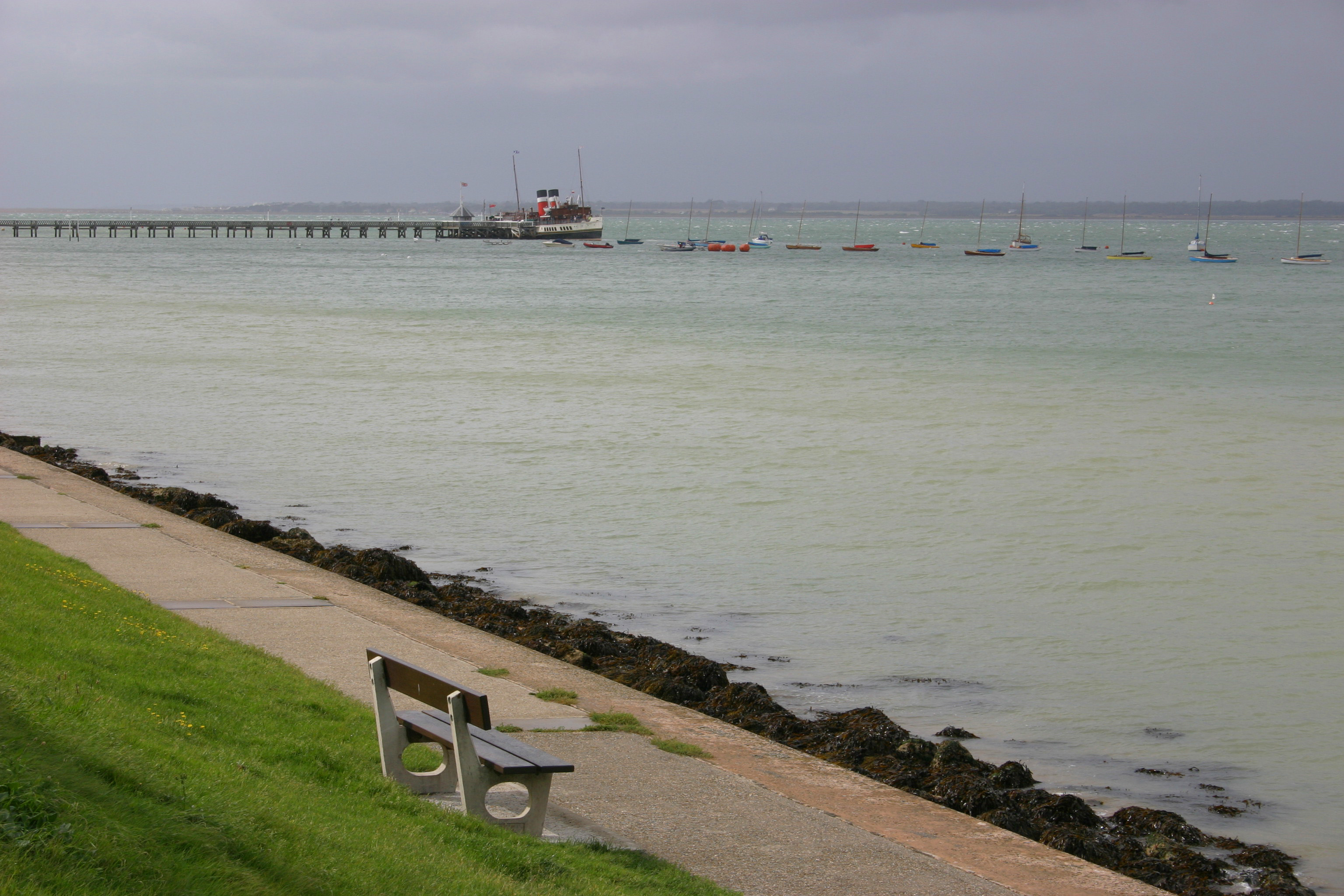

## 地理
漢普郡在懷特島以北，中間隔著索倫特海峽；懷特島在英倫海峽北岸，對岸是法國上諾曼第、下諾曼第兩個大區。

### 附近城市
懷特島的地理位置與法國諾曼第、幾個英國海外領土極接近。以下列出郡治紐波特與它們的距離（方位以紐波特為量度點）：
| 城市            | 方位     | 距離（公里 / 英哩） | 距離（公里 / 英哩） | 備註                   |
| --------------- | -------- | ------------------- | ------------------- | ---------------------- |
| 倫敦（西敏宮）  | 東北     | 123 km              | 76 mi               | 英國首都               |
| 利阿佛          | 東南     | 168 km              | 104 mi              | 法國下諾曼第第2大城市  |
| 卡昂            | 東南偏南 | 181 km              | 113 mi              | 法國上諾曼第首府       |
| 瑟堡-奧克特維爾 | 西南偏南 | 120 km              | 74 mi               | 法國科唐坦半島最北城市 |
| 聖彼得港        | 西南     | 164 km              | 102 mi              | 根西島首府             |
| 聖赫利爾        | 西南偏南 | 178 km              | 110 mi              | 澤西島首府             |

## 相關條目

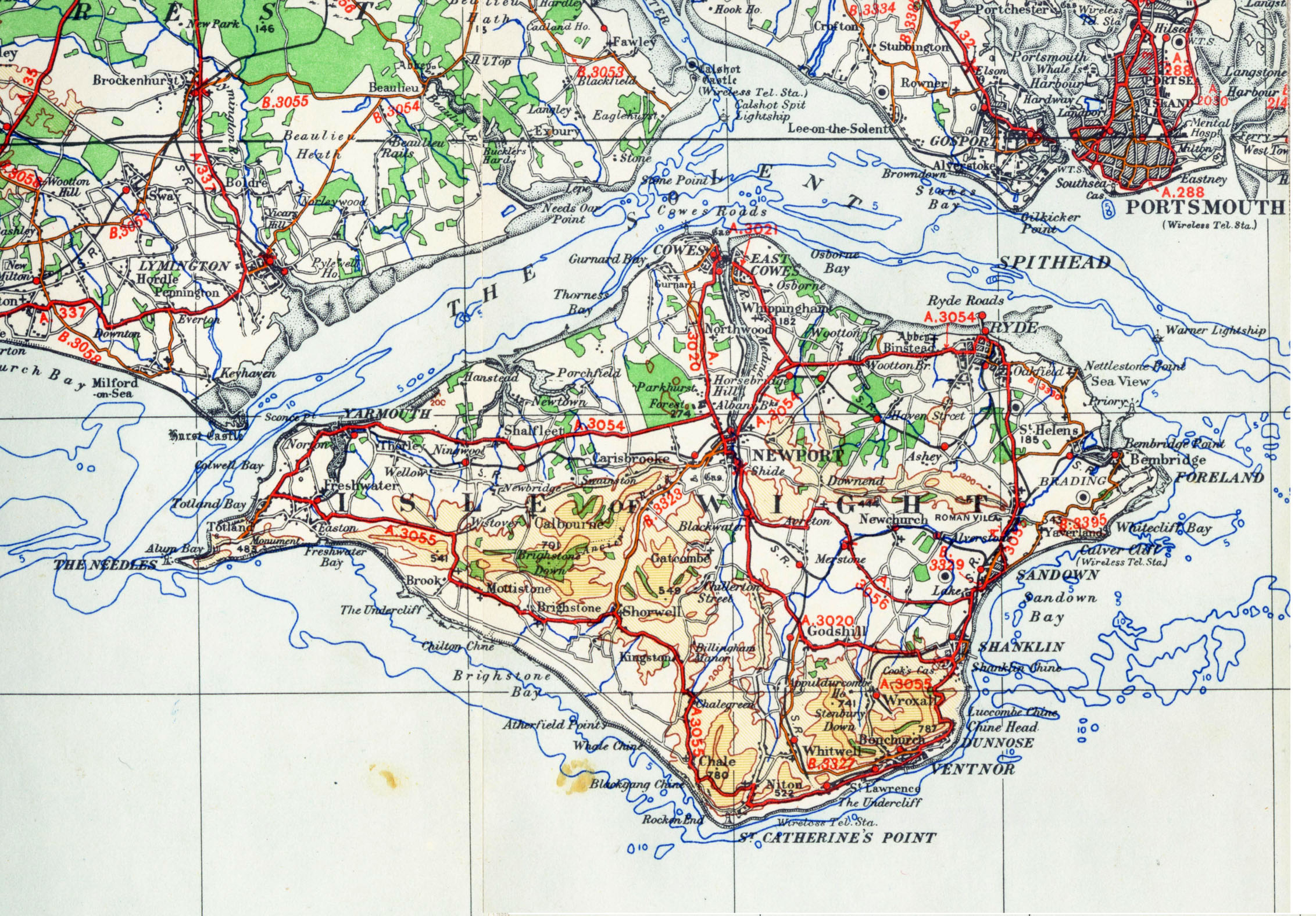
1945年的交通地圖

## 外部連結
维基导游上有關怀特岛郡的旅行指南
- （英文）懷特島郡議會